# شلتر ولی (کالیفرنیا)
شلتر ولی (به انگلیسی: Shelter Valley) یک منطقهٔ مسکونی در ایالات متحده آمریکا است که در شهرستان سن دیگو، کالیفرنیا واقع شده‌است. شلتر ولی ۳۲۰ نفر جمعیت دارد و ۷۰۷ متر بالاتر از سطح دریا واقع شده‌است.